# Marisa Martelli

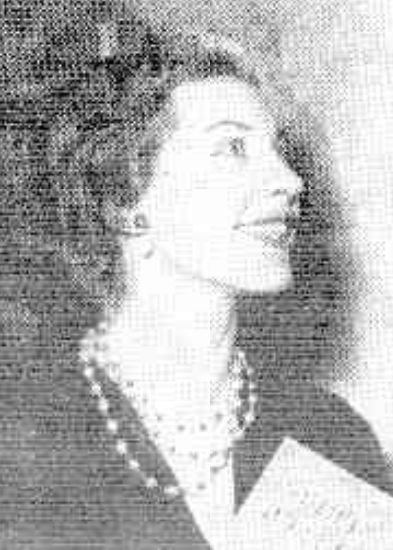
Marisa Martelli in David Jones’ Art Gallery, Sydney 1953

Marisa Martelli (* 1928 in Florenz) war eine australische Modeikone und Werbetexterin der 1950er Jahre.

## Leben

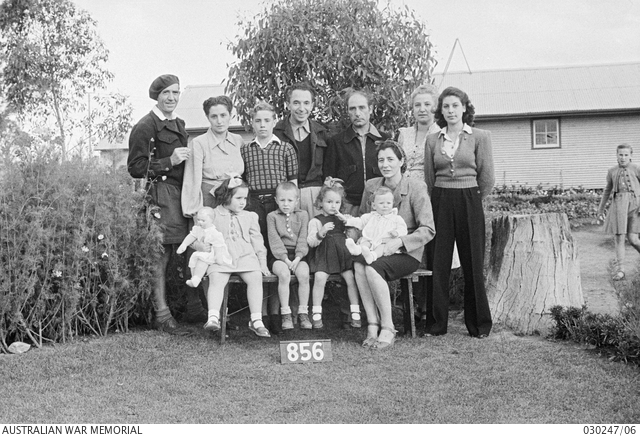
Marisa Martelli (stehend rechts) mit ihren Eltern (links neben ihr) und anderen Internierten des Lagers in Rushworth, Victoria 1945.

Marisa Martelli war die Tochter des Bildhauers und Malers Augusto Martelli und dessen Ehefrau Alma Martelli. Die Immigrantenfamilie war um 1945 in dem australischen Lager „Camp No. 3“ in Rushworth, Victoria interniert. Nach der Entlassung lebte die Familie in Melbourne.
1949 und 1950 bereiste Martelli Italien, wo sie für die dortige Innung der Modedesigner Centro Italiano della Moda mit Sitz in Mailand Modenschauen in Italien, Frankreich und der Schweiz organisierte. Sie kehrte als Repräsentantin der Organisation zurück nach Australien. 1952 nahm sie an der International Queen Competition bei der Legacy's All-Nations Fair in Sydney teil.
Martelli arbeitete als Chief-Copywriter für das ehemals größte Kaufhaus der Südlichen Hemisphäre, Hordern Brothers in Sydney. Hier entwarf sie Anzeigenkampagnen zu der Mode, die sie bei Empfängen, Partys und Kunstausstellungen trug, anlässlich derer in der Presse Australiens auch über ihre Anwesenheit berichtet wurde. Sie und ihre Kleider waren ein gern und oft gezeigtes fotogenes Beispiel für einen europäischen Modestil, an dem australische Frauen nach den Entbehrungen des Zweiten Weltkriegs zunehmend Interesse zeigten. Die Autorin Jackie Dickenson schrieb: „In den frühen 1950er Jahren war es schwer, ihr und ihren eleganten Ensembles zu entkommen.“
1955 war sie als Einkäuferin der gehobenen australischen Kaufhauskette David Jones maßgeblich an der Umsetzung der Italian Fashion Parade in Sydney beteiligt. Für das einhergehende Ereignis einer Ausstellung von italienischen Gemälden in der David Jones Gallery vermittelte sie Bilder des Künstlers Gaspero del Corso.
1959 engagierte Morris Barda vom australischen Modeunternehmen Sportscraft Martelli und den Fotografen Helmut Newton für die filmische Umsetzung von Werbung für eine neue Produktlinie des Unternehmens, Fashion Vitality.
Martelli war Mentorin der Modeautorin Marion von Adlerstein, die unter anderem für das Magazin Vogue schrieb. Sie war liiert mit dem Filmproduzenten und Autor Edwin Morrisby (1924–2001).

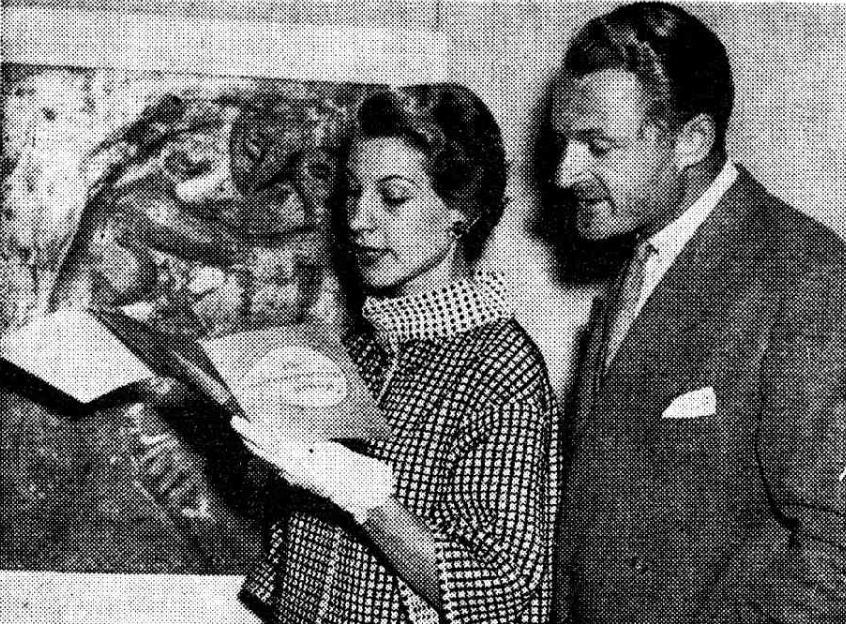
Künstler George de Olszanski mit Marisa Martelli auf der Ausstellung Contemporary Group's 26th exhibition bei Farmer's, Sydney 1953.
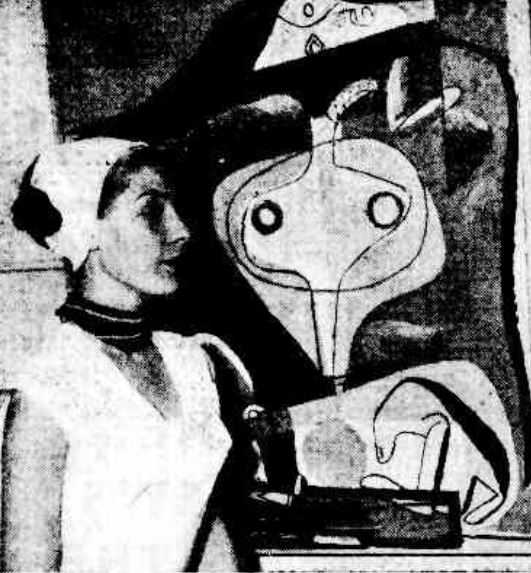
Marisa Martelli bei der Ausstellung French Painting Today, Sydney 1953.
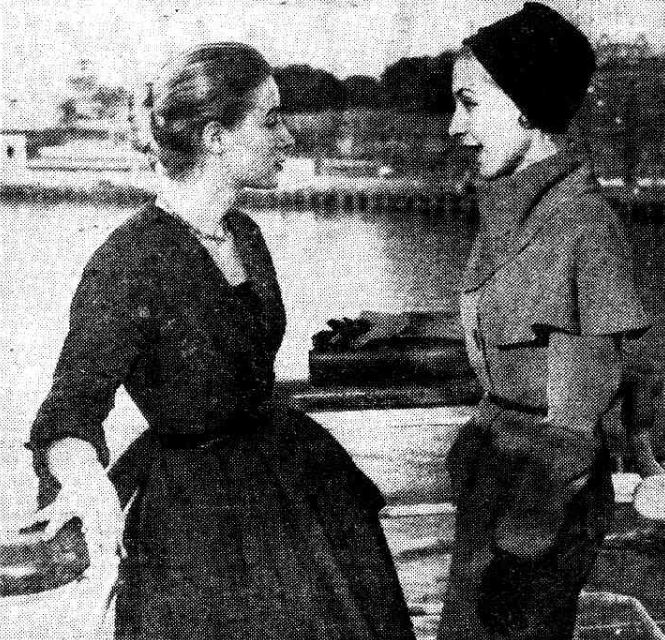
Das amerikanische Model Barbara Phillips (links) mit Martelli bei einer Modenschau auf der M.V. Sydney, 1953.